# Гаяна на літніх Олімпійських іграх 1984
Гаяну на літніх Олімпійських іграх 1984 року у Лос-Анджелесі представляли десять спортсменів (8 чоловіків та 2 жінки) у трьох видах спорту — легкій атлетиці, велоспорті та боксі. Прапороносцем на церемонії відкриття Олімпіади був спринтер Ерл Гейлі. Гаяна удев'яте брала участь у літніх Олімпійських іграх (у 1948—1964 роках як Британська Гвіана). Гаянські атлети не здобули жодних медалей.

## Спортсмени
| Вид спорту     | Чоловіки | Жінки | Загалом |
| -------------- | -------- | ----- | ------- |
| Легка атлетика | 2        | 1     | 3       |
| Бокс           | 2        | 0     | 2       |
| Велоспорт      | 3        | 0     | 3       |
| Загалом        | 8        | 2     | 10      |

## Бокс
| Спортсмен    | Дисципліна | 1/64                       | 1/32                          | 1/16                              | Чвертьфінал        | Півфінал           | Фінал              | Фінал |
| Спортсмен    | Дисципліна | Суперник Результат         | Суперник Результат            | Суперник Результат                | Суперник Результат | Суперник Результат | Суперник Результат | Місце |
| ------------ | ---------- | -------------------------- | ----------------------------- | --------------------------------- | ------------------ | ------------------ | ------------------ | ----- |
| Джуніор Ворд | до 51 кг   | не брав участі             | Сейкі Сегава (JPN) L KO-2     | не пройшов                        | не пройшов         | не пройшов         | не пройшов         | 17Т   |
| Стів Френк   | до 57 кг   | Дьєдонне Мзаці (GAB) L 0-5 | не пройшов                    | не пройшов                        | не пройшов         | не пройшов         | не пройшов         | 32Т   |
| Гордон Кер'ю | до 60 кг   | не брав участі             | Ендрю Кімбу Мбома (ZAI) W 5:0 | Мартін Ндонго-Ебанга (CMR) L KO-2 | не пройшов         | не пройшов         | не пройшов         | 9Т    |

## Велоспорт
Шосейні велоперегони
| Спортсмен       | Дисципліна                             | Фінал        | Фінал        |
| Спортсмен       | Дисципліна                             | Результат    | Місце        |
| --------------- | -------------------------------------- | ------------ | ------------ |
| Рендольф Туссен | індивідуальна шосейна гонка (чоловіки) | не фінішував | не фінішував |

Трекові дисципліни
| Спортсмен     | Дисципліна        | Раунд 1                                | Repechage 1                         | Repechage 2                          | Раунд 2      | Чвертьфінал  | Півфінал     | Фінал        | Фінал        |
| Спортсмен     | Дисципліна        | Час                                    | Місце                               | Суперник час                         | Суперник час | Суперник час | Суперник час | Суперник час | Суперник час |
| ------------- | ----------------- | -------------------------------------- | ----------------------------------- | ------------------------------------ | ------------ | ------------ | ------------ | ------------ | ------------ |
| Джеймс Джозеф | спринт (чоловіки) | Марк Баррі (GBR), Юджин Семюел (TTO) L | Кенрік Такер (USA), Уго Дая (COL) L | Пауло Жамур (BRA), Браян Лін (ANT) L | не пройшов   | не пройшов   | не пройшов   | не пройшов   |              |

| Спортсмен    | Дисципліна                 | Півфінал | Півфінал | Фінал      | Фінал      |
| Спортсмен    | Дисципліна                 | Бали     | Місце    | Бали       | Місце      |
| ------------ | -------------------------- | -------- | -------- | ---------- | ---------- |
| Обрі Річмонд | гонка за балами (чоловіки) | 0        | 21       | не пройшов | не пройшов |

## Легка атлетика
Трекові і шосейні дисципліни
| Ерл Гейлі    | 100 м (чоловіки)  | 10.74        | 49 | не пройшов | не пройшов | не пройшов | не пройшов | не пройшов | не пройшов |            |            |
| Ерл Гейлі    | 200 м (чоловіки)  | 21.52        | 39 | не пройшов | не пройшов | не пройшов | не пройшов | не пройшов | не пройшов |            |            |
| Ослен Барр   | 800 м (чоловіки)  | 1:47.65      | 26 | 1:46.97    | 24         | не пройшов | не пройшов | не пройшов | не пройшов |            |            |
| Ослен Барр   | 1500 м (чоловіки) | не фінішував | —  | не пройшов | не пройшов | не пройшов | не пройшов | не пройшов | не пройшов |            |            |
| Джун Гріффіт | 400 м (жінки)     | 52.27        | 6  | 52.39      | 13         | не пройшла | не пройшла | не пройшла | не пройшла | не пройшла | не пройшла |

Польові дисципліни
| Спортсмен       | Дисципліна                | Кваліфікація | Кваліфікація | Фінал      | Фінал      |
| Спортсмен       | Дисципліна                | Результат    | Місце        | Результат  | Місце      |
| --------------- | ------------------------- | ------------ | ------------ | ---------- | ---------- |
| Дженніфер Інніс | Стрибки у довжину (жінки) | 6.17         | 13           | не пройшла | не пройшла |